# Catedral de Nuestra Señora de la Asunción (Savona)
La catedral de Savona, también conocida con el nombre oficial de Catedral Basílica de Santa María Asunta, es el principal lugar de culto católico en Savona, iglesia madre de la diócesis de Savona-Noli. Está ubicado en el corazón del centro histórico de la ciudad, no lejos de la Capilla Sixtina. Es un monumento nacional italiano.

## Historia
Desde el siglo IX existía una antigua catedral. En 1528 Savona se rindió a las tropas genovesas que conquistaron la ciudad y ocuparon la parte más antigua de la ciudad en la colina de Priamar. En los años inmediatamente siguientes, los genoveses construyeron en este lugar una imponente fortaleza, demoliendo sistemáticamente todos los edificios antiguos, incluida la antigua catedral del siglo IX, primero desconsagrada y finalmente destruida en 1595. Por estos motivos, en 1559 el Papa Pablo IV había elegido como catedral la cercana y antigua iglesia de San Francisco, cuyo claustro aún existe en el lado derecho de la catedral actual. La construcción de la actual catedral dedicada a San Francisco comenzó en 1584 y se completó en 1605. Sólo más tarde el título pasó a Nuestra Señora de la Asunción.

En junio de 1816 fue elevada al rango de basílica menor.
En diciembre de 2024 salió a la luz la noticia de que el Conjunto Monumental de la Catedral y la Capilla Sixtina también habían pasado a formar parte del nuevo complejo museístico de Savona, presentado esta mañana en la Sala del Consejo del Municipio.

## Descripción

### Arquitectura

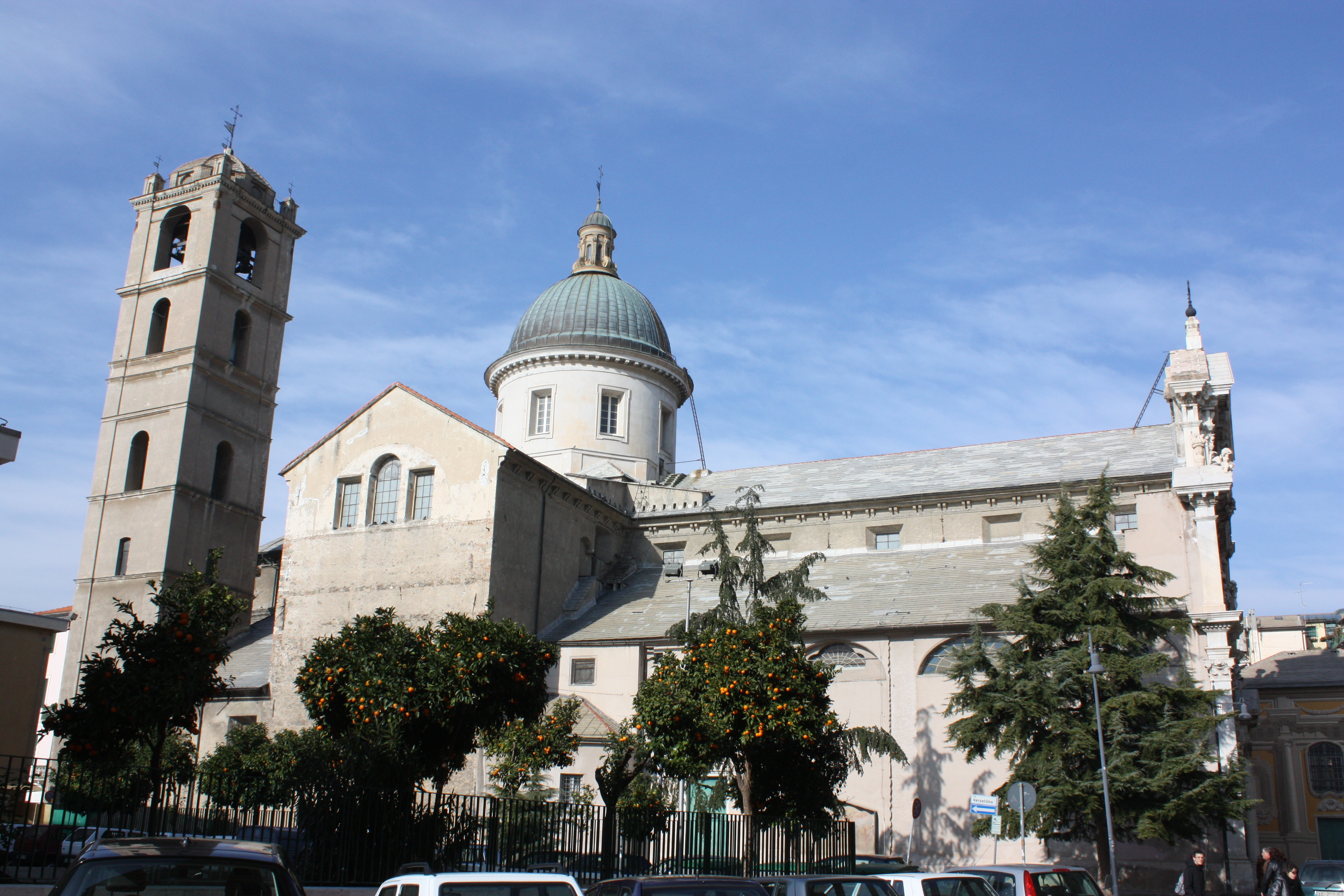
La catedral vista desde un lado.

Mide 61 metros de largo, 39 metros de ancho y consta de planta de cruz latina dividida en tres naves. Las bóvedas de la nave central y del crucero son de cañón, mientras que las de las naves laterales son de crucería. En la cruz hay una cúpula con tambor con ventanas. El campanario se encuentra en el lado derecho y no se terminó hasta 1929.

### Fachada
La fachada es neobarroca y fue construida por Guglielmo Calderini entre 1881 y 1886. Tiene tres partituras verticales con otros tantos portales y tres registros horizontales. El portal exterior data de 1776 y se incorporó a la fachada construida más de un siglo después. Presenta un grupo de la Asunción del abad Giovanni Antonio Cybei.

### Interno
En la contrafachada destaca el fresco de Jesús expulsando a los mercaderes del templo, obra de Francesco Coghetti, quien también pintó los frescos de la bóveda, presbiterio y cúpula

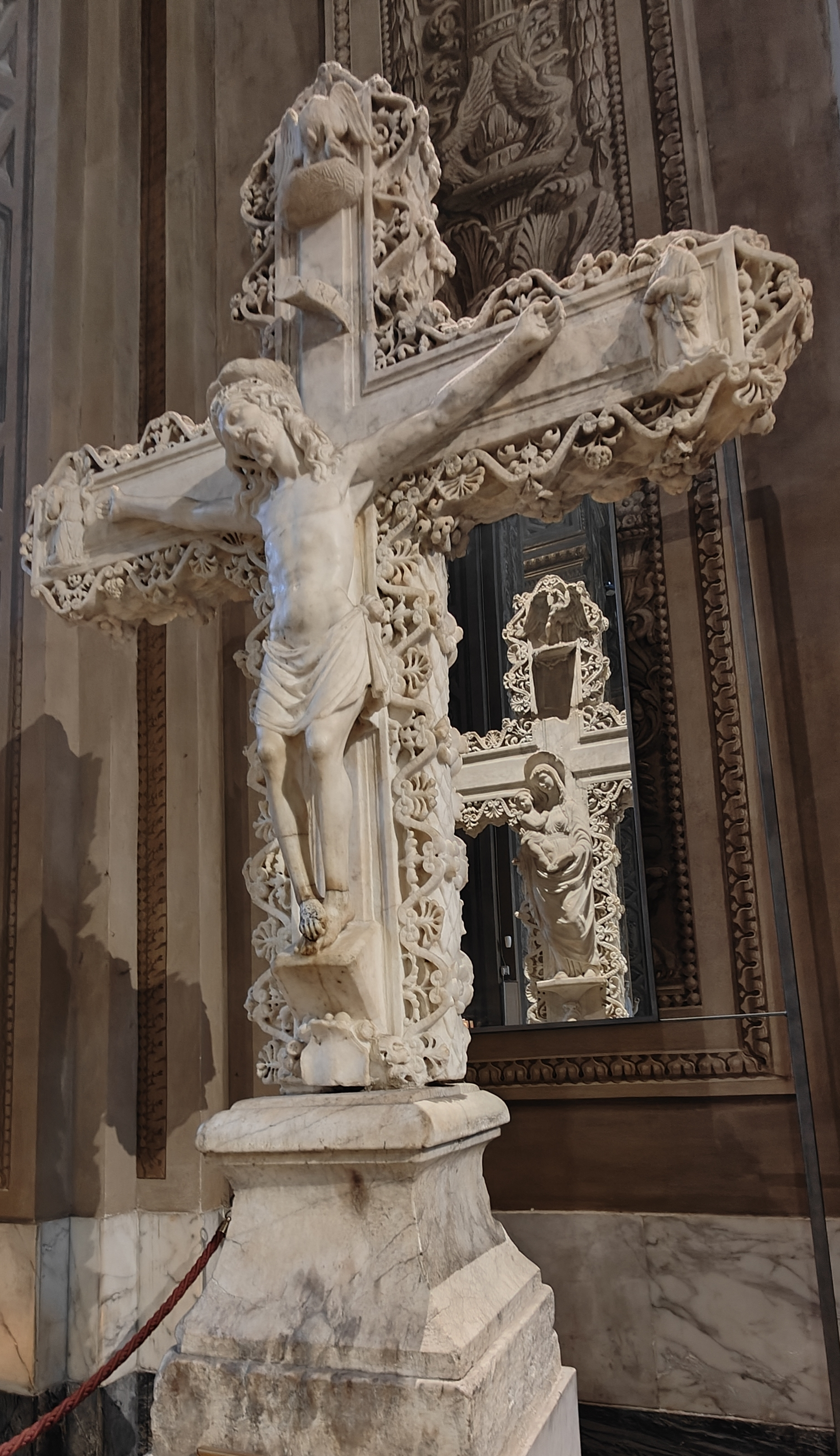
Crucifijo de mármol, probablemente del, con una Virgen y un niño tallados en el reverso.

 El espejo está instalado desde diciembre de 2022
También en la contrafachada, a izquierda y derecha respectivamente, encontramos un crucifijo de mármol de autor incierto, atribuido por algunos a Giacomo Molinari (1499-1517), que lleva también en el anverso una Virgen con el Niño y una pila bautismal excavada alrededor del siglo XII en una capital bizantina en mármol de Chipre del siglo VI. Ambos proceden de la antigua catedral de Savona. Delante del crucifijo se levanta una imponente pila renacentista, donación de Julio II en el siglo XVI a la anterior iglesia franciscana.
En la bóveda de cañón de la nave central, presbiterio y crucero están pintados Cuentos de la Virgen de Coghetti (1847). En los penachos de la cúpula son visibles cuatro profetas y, en la propia cúpula, varios ángeles, obras del propio Coghetti.

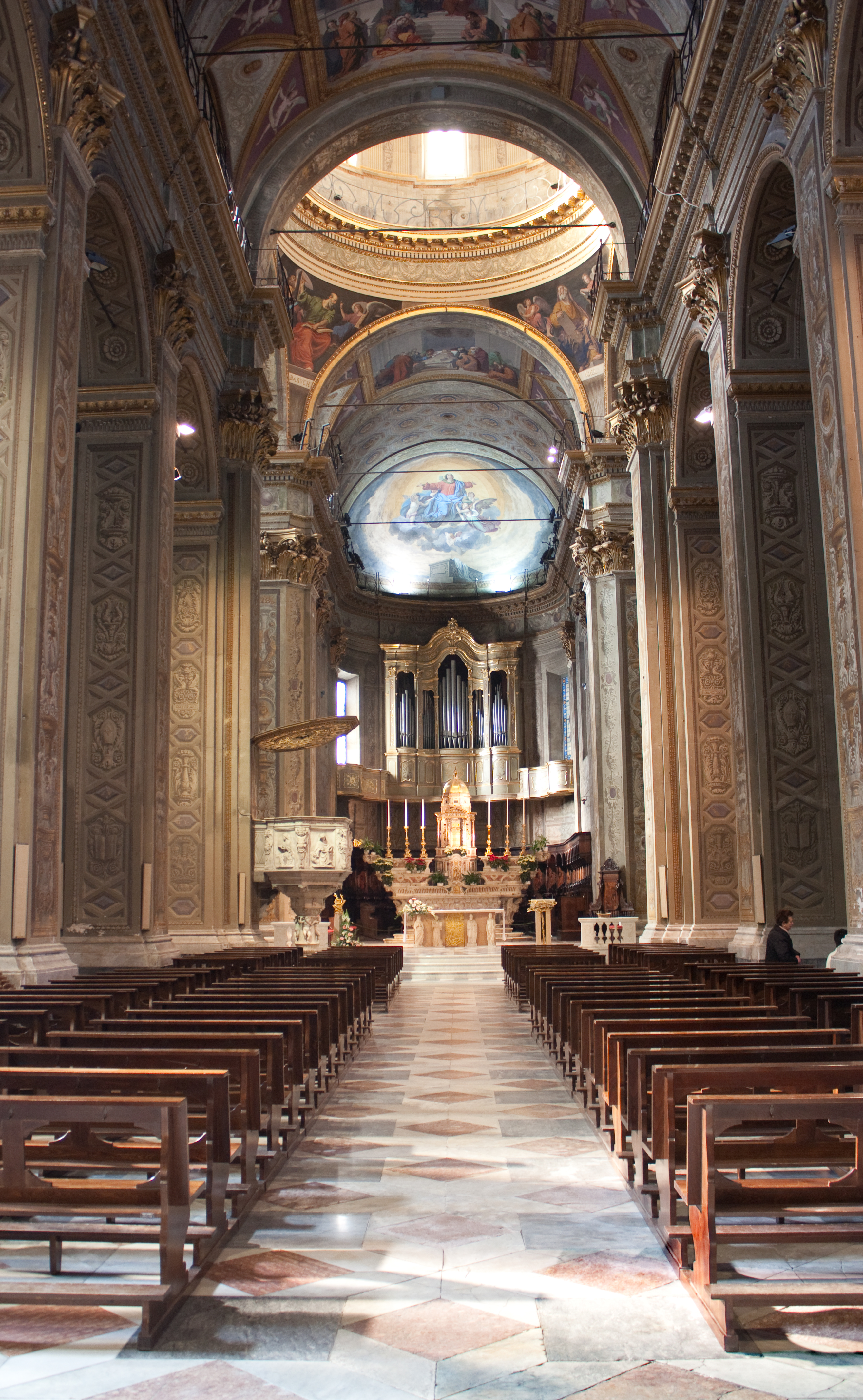
Interno

El altar mayor data de 1765, coronado por un tabernáculo octogonal obra de Orazio Grassi (primera mitad del siglo XVII). En las paredes hay dos grandes cuadros de Francesco Coghetti que representan a Julio II iniciando la basílica de San Pedro y Sixto IV bendiciendo la flota contra los turcos . Incluso el lavabo del ábside, que representa a la Virgen de la Asunción, es del mismo pintor, obras todas ellas de 1847. El púlpito procedente de la antigua catedral data de la primera mitad del siglo XVI y tiene forma hexagonal.

#### Coro de madera
De particular interés es el complejo de sillería del coro de madera con incrustaciones, construido entre 1500 y 1521 para la antigua catedral gótica y adaptado a la nueva. Fue creado por voluntad de Giuliano Della Rovere, entonces cardenal de S. Pietro in Vincoli y obispo de Savona, más tarde Papa Julio II, que quiso estar representado en la incrustación.El coro consta actualmente de 37 sillería superiores y 21 frontales. Cada puesto superior se compone de un retablo que representa figuras de santos de busto completo, coronado por un dosel de luneta con ménsulas y friso, un postergal y un asiento inferior. Están separados por pilastras con elaboradas decoraciones de candelabros. La sillería delantera está formada únicamente por un respaldo y un bajo asiento decorados con incrustaciones que representan naturalezas muertas con mobiliario sagrado, libros litúrgicos, animales y frutas según la costumbre de las incrustaciones renacentistas del siglo XV.
Del acta de encargo del coro, redactada el 30 de enero de 1500, se desprende que inicialmente se asignaron 1.132 ducados de oro, repartidos a partes iguales entre la República de Savona y Giuliano della Rovere. La ejecución fue confiada a Anselmo de Fornari di Castelnuovo Scrivia y Elia Rocchi, quienes la completaron en 1514 bajo la dirección del primero, que firmó "Anselmus" y "Ans. For". a los lados de la platea.
Posteriormente fue completado por Gian Michele Pantaleoni de Serravalle Scrivia, quien realizó algunos paneles que sirven de respaldo a la sillería, las puertas de acceso con el Belén, utilizadas como puertas de la capilla de la Madonna della Colonna y el atril de 1517, con dos incrustaciones que representan un par de amorcillos que sostienen las armas del Municipio de Savona y las de la familia Della Rovere y el gran banco en la base, con incrustaciones de la Adoración de los Magos, Jesús entre los doctores, San Pedro y San Pablo. Las incrustaciones de Pantaleoni, probablemente realizadas sobre cartones de Albertino Piazza da Lodi, se distinguen por una técnica que utiliza madera pirografiada, es decir, trabajada al fuego, lo que permite conseguir efectos más pictóricos y refinados.
Por la clara diferencia estilística y técnica, también se atribuyen a Pantaleoni dos retablos. La imagen de San Bernabé se diferencia en que se le representa entero, sentado en un taburete alto, con un libro en la mano izquierda y una espada en la derecha, sobre el fondo de una habitación sencilla en lugar de los paisajes presentes en las otras incrustaciones. En el centro del coro, de factura particularmente refinada, se encuentra el retablo con la Virgen que sostiene al Niño Jesús en su regazo y, arrodillado a sus pies, Giulio II della Rovere recibe de él las llaves, símbolo del poder papal. La grandeza de la figura y el fluido drapeado recuerdan el arte de Rafael.
Fue restaurado por primera vez por los hermanos Garassino en 1862, quienes decoraron con marquetería las puertas de acceso a la sacristía y el campanario, mientras que entre 2002 y 2003 se llevó a cabo una restauración completa.

#### Capillas laterales
La nave lateral derecha incluye varias capillas: en la primera está Aparición de la Virgen en Savona de Ratti, en la segunda el Sagrado Corazón de Paolo Gerolamo Brusco, en la tercera la Virgen con el Niño y los ángeles, el sueño de Jacob del pintor romano Giovanni Baglione y Abraham con los ángeles de Giovanni Lanfranco de Parma. Debajo se encuentra la puerta del claustro coronada por una tribuna de madera dorada desde la que Pío VII siguió las funciones religiosas durante el período de encarcelamiento en Savona (1809-1812) impuesto por Napoleón. En la cuarta capilla se encuentra el monumento al obispo Righetti de Renata Cuneo. Preside la capilla del crucero el altar del siglo XVII dedicado a los difuntos, mientras que en la capilla situada a la derecha del presbiterio se conserva un retablo del siglo XVI y algunos monumentos funerarios de prelados.
En la nave lateral izquierda se puede ver un retablo del siglo XVII que representa a San Francesco da Paola y frescos de Brusco en la primera capilla. En la segunda capilla un retablo de la Adoración de los Magos del genovés Bernardo Castello y en la tercera el Martirio de Santa Úrsula del otro artista genovés Giovanni Battista Paggi. A continuación se encuentra la puerta lateral coronada por el tímpano de la antigua catedral del siglo XIV.
Las otras tres capillas son más sugerentes y vinculadas a acontecimientos milagrosos. La cuarta capilla muestra en el altar la Madonna della Colonna, un fresco medieval (hacia 1430-1440) que se desprendió milagrosamente en 1601 de una columna de la antigua iglesia de San Francisco que estaba siendo demolida. La capilla cuenta con retablos del siglo XVII como el de la Presentación de María en el Templo, y el de la Anunciación, en los laterales, y otros relatos de la vida de María en la bóveda). A los lados de la Madonna della Colonna se encuentran retablos del siglo XVII con Sant'Ambrogio y San Bernardo.
La quinta capilla del crucero contiene el altar barroco (1663) de la Virgen de la Misericordia, traído aquí en 1870 desde el derribado Convento de las Carmelitas Descalzas de Santa Teresa. En el centro se encuentra la estatua de Nuestra Señora de la Merced con Antonio Botta arrodillado a sus pies, creada en 1625 por Stefano Sormano para conmemorar la aparición de la Virgen al granjero Antonio Botta en las alturas de Savona en 1536. No fue colocada aquí hasta el siglo XX, junto a la puerta de la ciudad de Bellaria . Los frescos del techo también son del siglo XVII, mientras que las estatuas de San José con el Niño y San Juan Evangelista, así como las pinturas de las paredes laterales con el Redentor bendiciendo a los niños y la adúltera, son añadidos del siglo XIX.
La capilla a la izquierda del presbiterio, dedicada al Santísimo Sacramento, exhibe la urna con el esqueleto del beato Octaviano, obispo de Savona, que salvó a la población de la peste y predijo la aparición de María. Las pinturas son de los siglos XVII y XVIII y la del centro, de escuela romana, representa el Martirio de San Esteban.
La catedral conserva algunas reliquias de San Valentín Mártir, patrón de los enamorados.

### Órgano de tubos
En el coro del ábside, detrás del altar mayor y encima de la sillería de madera del coro, se encuentra el órgano de tubos Mascioni opus 476, construido en 1935 . El instrumento, encerrado dentro de la caja del anterior instrumento del siglo XVIII, es de transmisión eléctrica, con tres teclados de 61 notas cada uno y una pedalera cóncavo-radial de 32 notas.